# Distrito de Yanas
El distrito de Yanas es uno de los 9 distritos de la provincia de Dos de Mayo, que se encuentra en el departamento de Huánuco; bajo la administración del Gobierno regional de Huánuco, en la zona central del Perú.
Desde el punto de vista jerárquico de la Iglesia católica forma parte de la diócesis de Huánuco, sufragánea de la arquidiócesis de Huancayo.

## Historia
Fue creado mediante Ley del 12 de septiembre de 1921, en el gobierno del Presidente Augusto Leguía.

## Geografía
Tiene una extensión de 36,31 km² y a una altitud de 3 470 m s. n. m.

## Autoridades

### Municipales
- 2011 - 2014[2]
  - Alcalde: Jorge Matto Trujillo, del Movimiento Político Hechos y No Palabras (HyNP).
  - Regidores:  Saulo Brioso Pérez (HyNP), Jaime Luján Dámaso (HyNP), Uldarico Cipriano Valerio (HyNP), Máxima Canteño Marcos (HyNP), Dimas Salcedo Zevallos (Somos Perú).[3]
- 2007 - 2010
  - Alcalde: Helí Víctor Garay Inga, del Partido Democrático Somos Perú (SP).
- 2023-2026
  - Alcalde: Abner Ferrer Pérez, Partido de Integración Social- Avanza País
  - Regidores: Nery Valerio Pujay, Marcelino Bejarano Jara, Herlinda Espinoza Soto, Juber Lujan Amancio y Flor de María Zevallos Pacheco

### Policiales
- Comisario:  PNP.

### Religiosas
- Diócesis de Huánuco[4]
  - Obispo: Mons. Jaime Rodríguez Salazar, MCCJ.
- Parroquia
  - Párroco: Pbro. .

## Atractivos turísticos
- - Zona Eco-Arqueológica Saway y Yaurish Punta

## Galería
- Wikimedia Commons alberga una categoría multimedia sobre Distrito de Yanas.